# Coelomera janthinipennis
Coelomera janthinipennis es un coleóptero de la familia Chrysomelidae.
Fue descrita científicamente en 1923 por Bowditch.